# Ulanji
Dans la mythologie aborigène, Ulanji est ancêtre serpent des Binbinga. Il mordit deux renards volants à la tête avant de leur prélever deux de leurs côtes et leur cœur.